# Université Félix-Houphouët-Boigny
L'université Félix-Houphouët-Boigny (UFHB)  est une université ivoirienne, établie dans un campus de 200 hectares situé au cœur de la commune de Cocody, à Abidjan. L’université fut, dans les années 1970 et 1980, très réputée en Afrique de l'Ouest francophone pour ses nombreuses facultés. Fermée après la crise post-électorale, elle a fait l'objet d'une remise à neuf complète, pour rouvrir ses portes en septembre 2012. Elle est toutefois accusée d'être mal gérée, manque cruellement de matériel et de locaux, et n'est plus entretenue depuis son inauguration, menant ses installations vers un état de dégradation prématuré.

## Historique

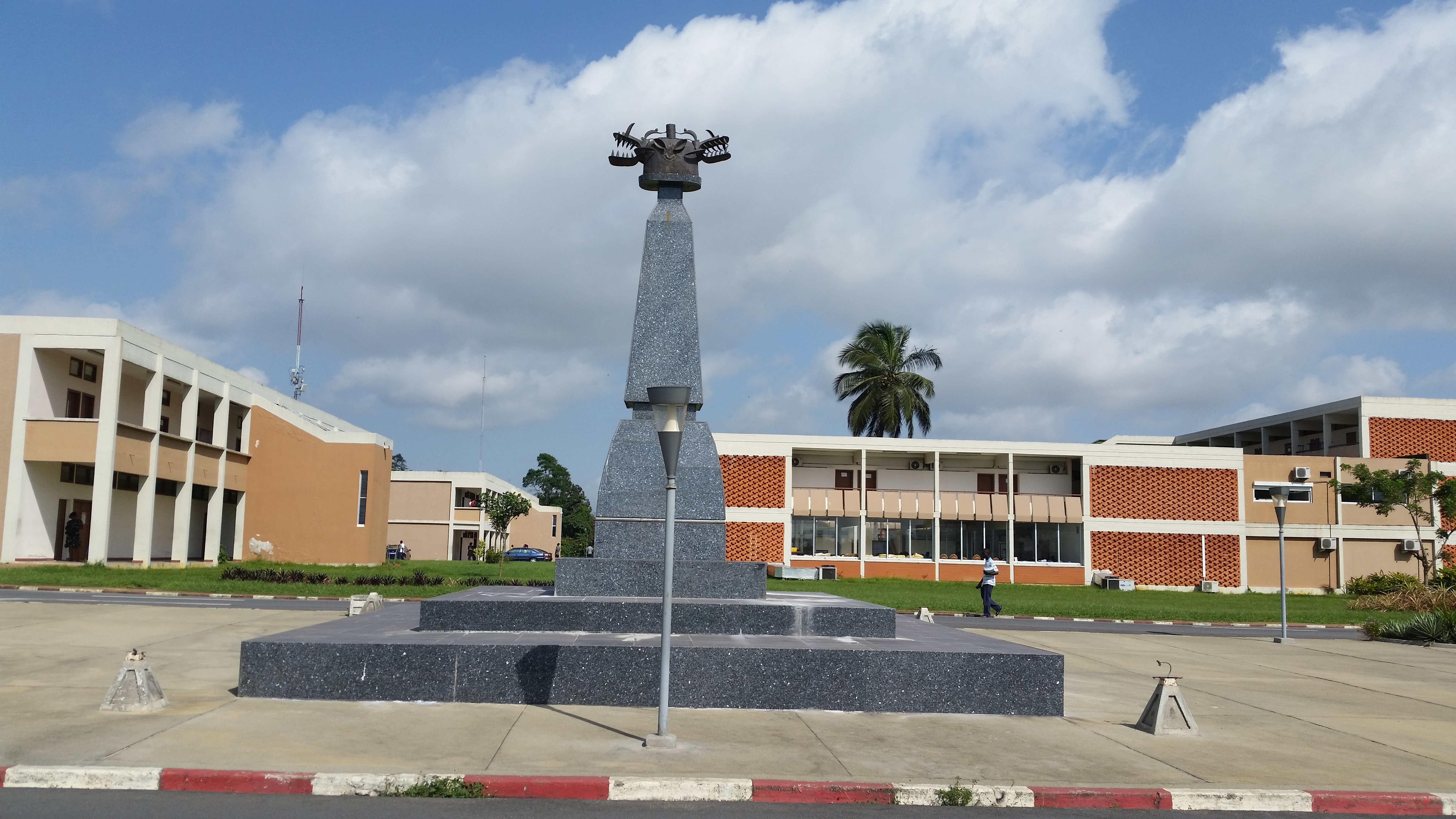
Un bâtiment de l'université Félix-Houphouët-Boigny en Côte d'Ivoire

L'université Félix-Houphouët-Boigny, anciennement nommée université de Cocody, est issue des trois centres universitaires qui étaient affiliés à l'université nationale de Côte d'Ivoire en 1971. Son origine remonte à la création du Centre d'enseignement supérieur d'Abidjan en 1958, lui-même promu au rang d’université par décret présidentiel, le 9 janvier 1964. L'établissement disposait, avant les années 1990, d'une production scientifique de 3 876 thèses et de 530 DEA.
Très éprouvée par la crise politico-militaire, puis par la crise de 2010-2011 (certains étudiants n'avaient pas achevé leurs cours de la session 2007 en 2011), l'université de Cocody est fermée, par décret une partie de l'année universitaire 2010-2011, pour effectuer d'importants travaux à l'été 2011 en vue de sa réouverture. Ces travaux sont précédés, en juillet 2011, par une destruction des quartiers précaires (Wassa, Blengué et Chu-village) qui avaient élu domicile sur le site de l'université. Plus de 120 milliards de francs CFA ont été investis dans la reconstruction et l'assainissement des campus. Elle a rouvert ses portes, le 3 septembre 2012, lors d'une cérémonie officielle,.

## Critiques et défaillances
En janvier 2015, deux ans après le « départ nouveau » annoncé en grande pompe par les autorités ivoiriennes, l'université Félix-Houphouët-Boigny fait l'objet de critiques grandissantes tant de la part des étudiants que des enseignants. Si l'environnement étudiant du campus s'est sensiblement amélioré, et si les violences se sont raréfiées, les problèmes chroniques de l'établissement ne sont toujours pas résolus.

### Sureffectifs
L'université est largement en sureffectif par rapport au nombre d'amphithéâtres et au nombre de salles disponibles : elle accueille, en effet, 65 000 étudiants en 2015 (62 000 en 2012), alors que la capacité d'accueil est de 30 000 étudiants. Il manque de nombreux sanitaires et un seul restaurant sur les cinq que compte le campus est ouvert.
Quant à la programmation des cours, elle pose souvent problème.

### Sous-équipement
L'université est également fortement sous-équipée. Les bibliothèques sont vides de documentation, revues et livres, pillées lors de la crise post-électorale de 2011 ; ceux mis à disposition étant obsolètes. Le réseau informatique, les services en ligne et l'accès Wi-Fi ne couvrent pas l'ensemble du campus et sont dysfonctionnels, voire non-opérationnels. La majorité des laboratoires et des départements de travaux pratiques et de recherche ne sont pas équipés où sont sous-équipés, tandis que nombre d'enseignants n'ont pas de bureaux dans les locaux de l'université. Ces salles restent ainsi fermé, et les connaissances ne peuvent ainsi être dispensées que de manière totalement théoriques, alors que le programme requiert un niveau de pratique. Les étudiants effectuant une thèse de doctorat en sciences sont parfois contraints de devoir conduire des expérimentations avec des souris de laboratoire dans des bacs laissés au milieu de couloirs publics de la faculté. De nombreuses thèses perdent ainsi beaucoup de leur intérêt et de leur potentiel. La tutelle de l'université avait pourtant communiqué par le passé que les enseignements pratiques pourraient se faire dès la rentrée 2013.

### Manque de résidences universitaires
Sur la dizaine de résidences universitaires que gère le Centre régional des œuvres universitaires (CROU) à Abidjan, seules les bâtiments du campus de Cocody, de la Cité Rouge, de Mermoz et celui de la Riviera 2 peuvent accueillir des étudiants. La structure censée entretenir les chambres et les bâtiments ne fonctionne pas, laissant ces immeubles ayant connu des malfaçons se dégrader rapidement, à l'instar de l'ensemble du campus (murs endommagés, spots et lumières arrachés, espaces verts délaissés et embroussaillés, fontaines encrassées, sols endommagés, etc.). Les autres résidences universitaires sont en attente de réhabilitation ou en attente que les travaux en cours reprennent. Faute de chambres dans les cités universitaires, de tuteurs ou du fait de l’éloignement de leur lieu d’habitation, des étudiants appelés « kosovars » transforment les amphithéâtres en dortoir de fortune la nuit tombée après les cours.

### Violences à caractère sexuel
En février 2023, une enquête de l'ONG Citoyennes pour la promotion et la défense des droits des enfants, femmes et minorités (CPDEFM) révèle de nombreux cas de violences à caractère sexuel à l'université Félix-Houphouët-Boigny, et dénonce l'inaction des autorités (de l'université comme de l'État). Des membres de la Fédération estudiantine et scolaire de Côte d'Ivoire (FESCI) (aussi nommés FESCIstes) sont accusés dans environ 40 % des cas et des enseignants-chercheurs de l'université dans 30 % des cas,.

## Missions
Les missions générales confiées aux universités sont :
- la formation initiale et continue dans les domaines scientifiques, culturels et professionnel ;
- la recherche scientifique et technologique et la valorisation de ses résultats ;
- l'appui aux activités de développement ;
- la diffusion des connaissances et de la culture ;
- l'information scientifique et technique ;
- la coopération internationale en matière d'enseignement et de recherche.

En Côte d'Ivoire, trois centres régionaux des œuvres universitaires (CROU) apportent leur appui au bon fonctionnement du dispositif des universités en fournissant des prestations sociales qui portent essentiellement sur le logement, la restauration et les activités extra-universitaires.

## Galerie

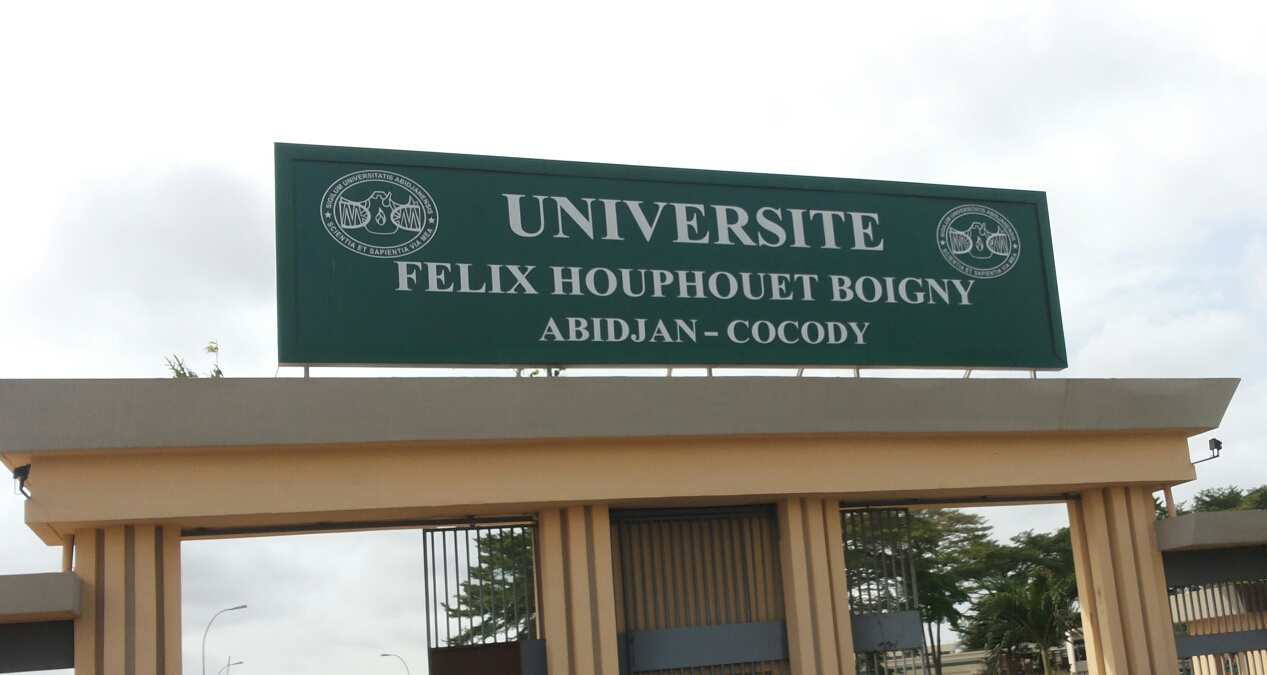
Entrée du campus.
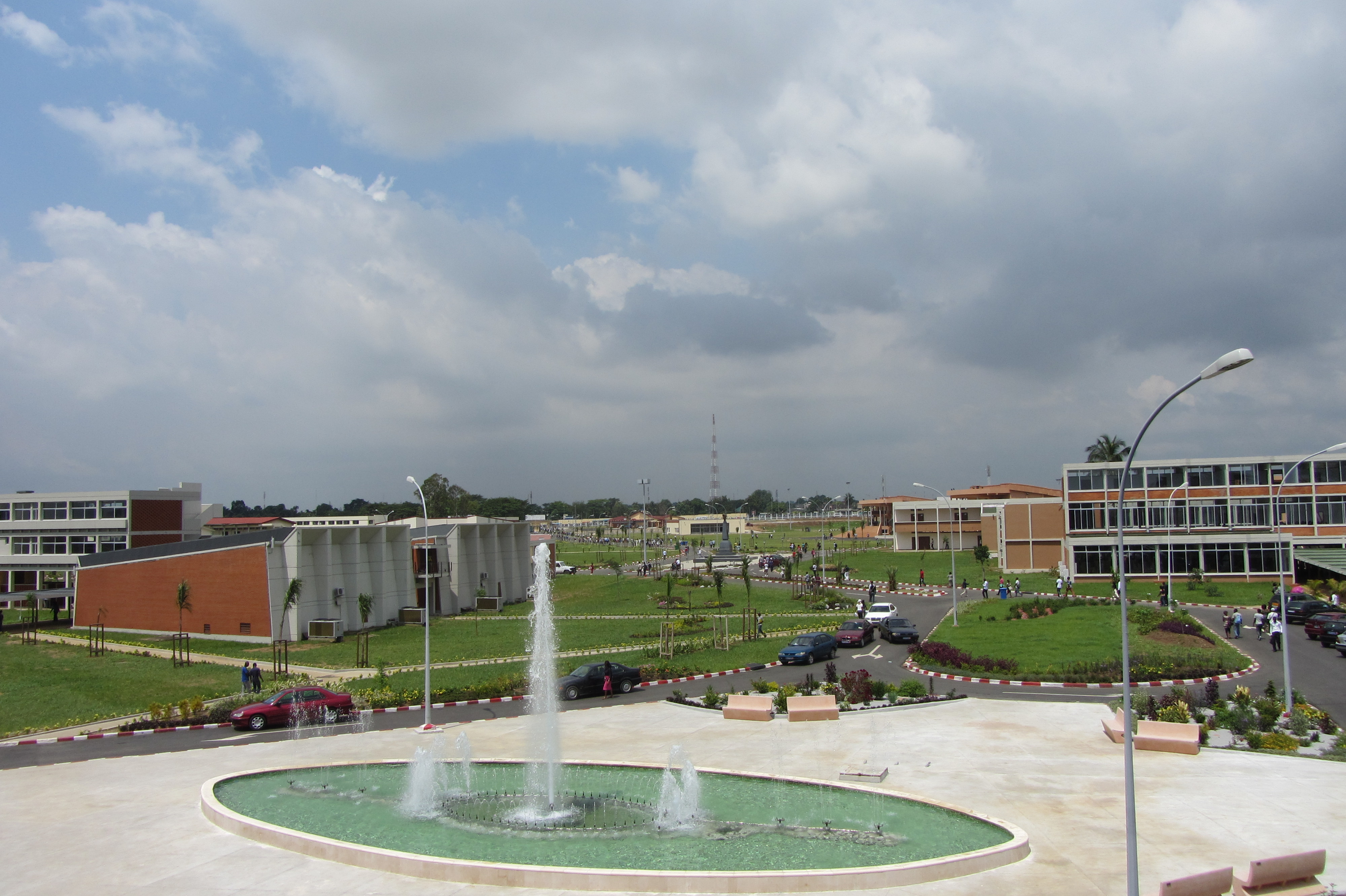
Grande fontaine dans le nord du campus (2012).
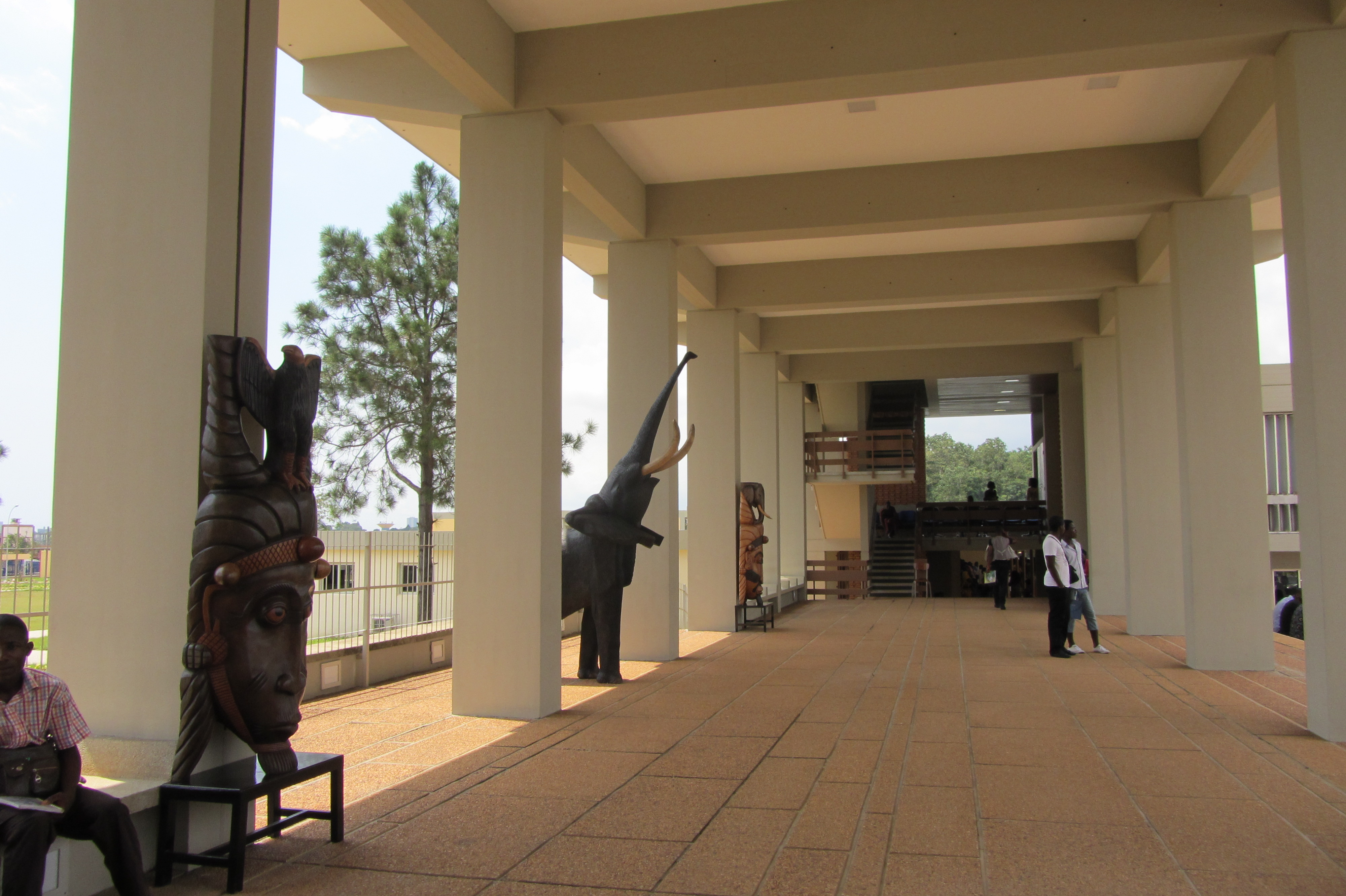
Hall de l'université.
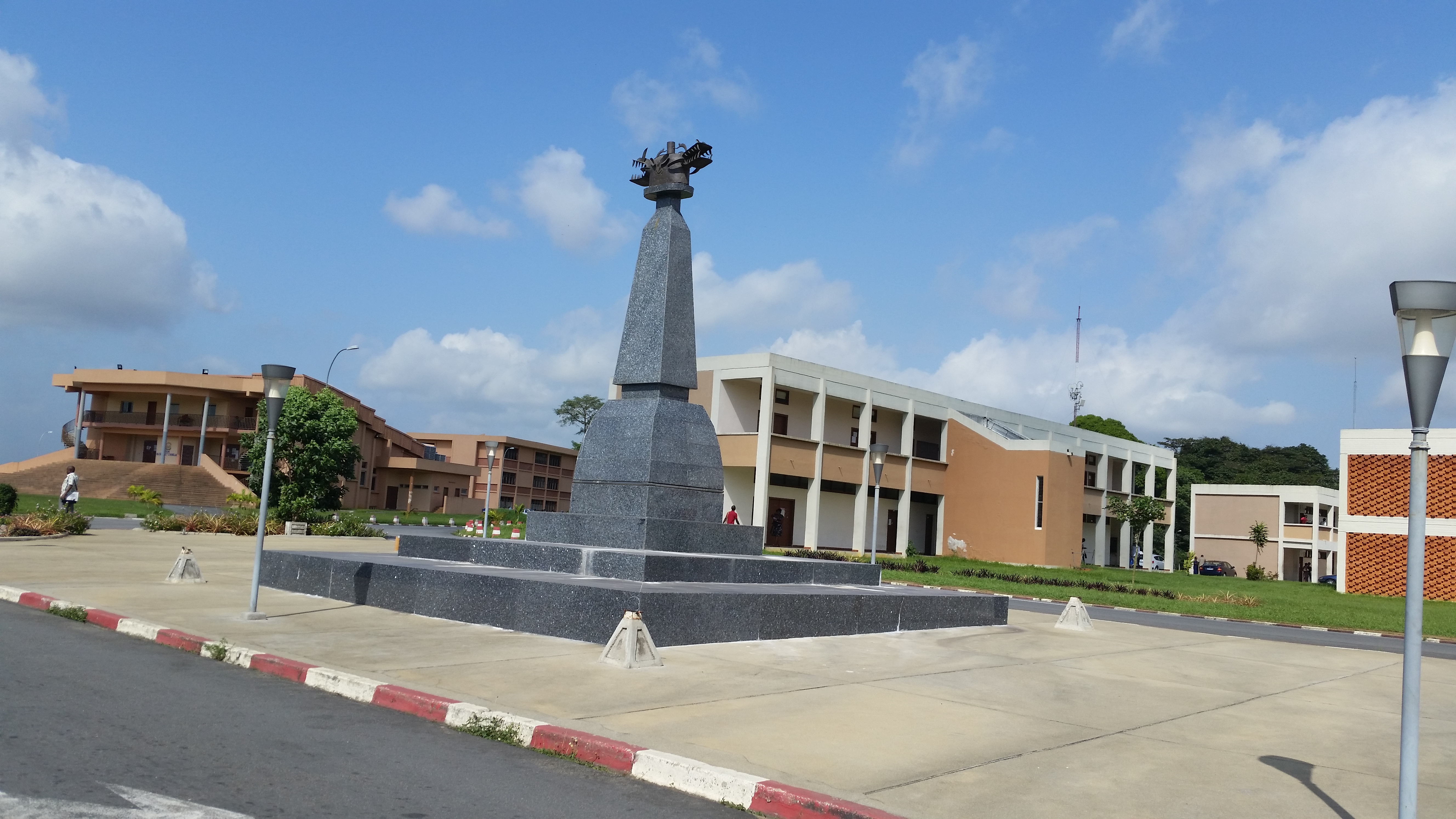
Sculpture représentant l'emblème de l'université.
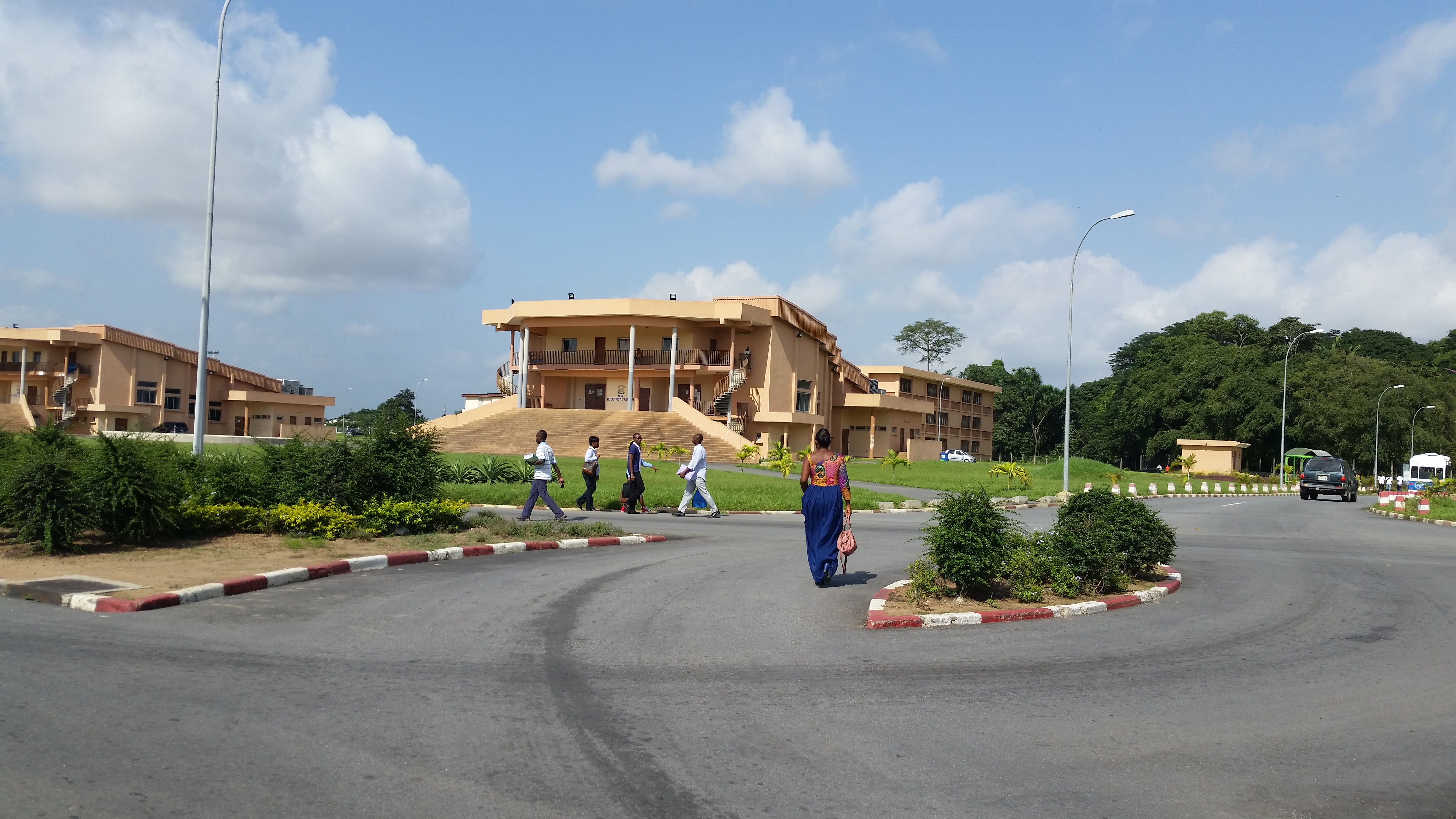
Scène devant deux amphithéâtres du campus.
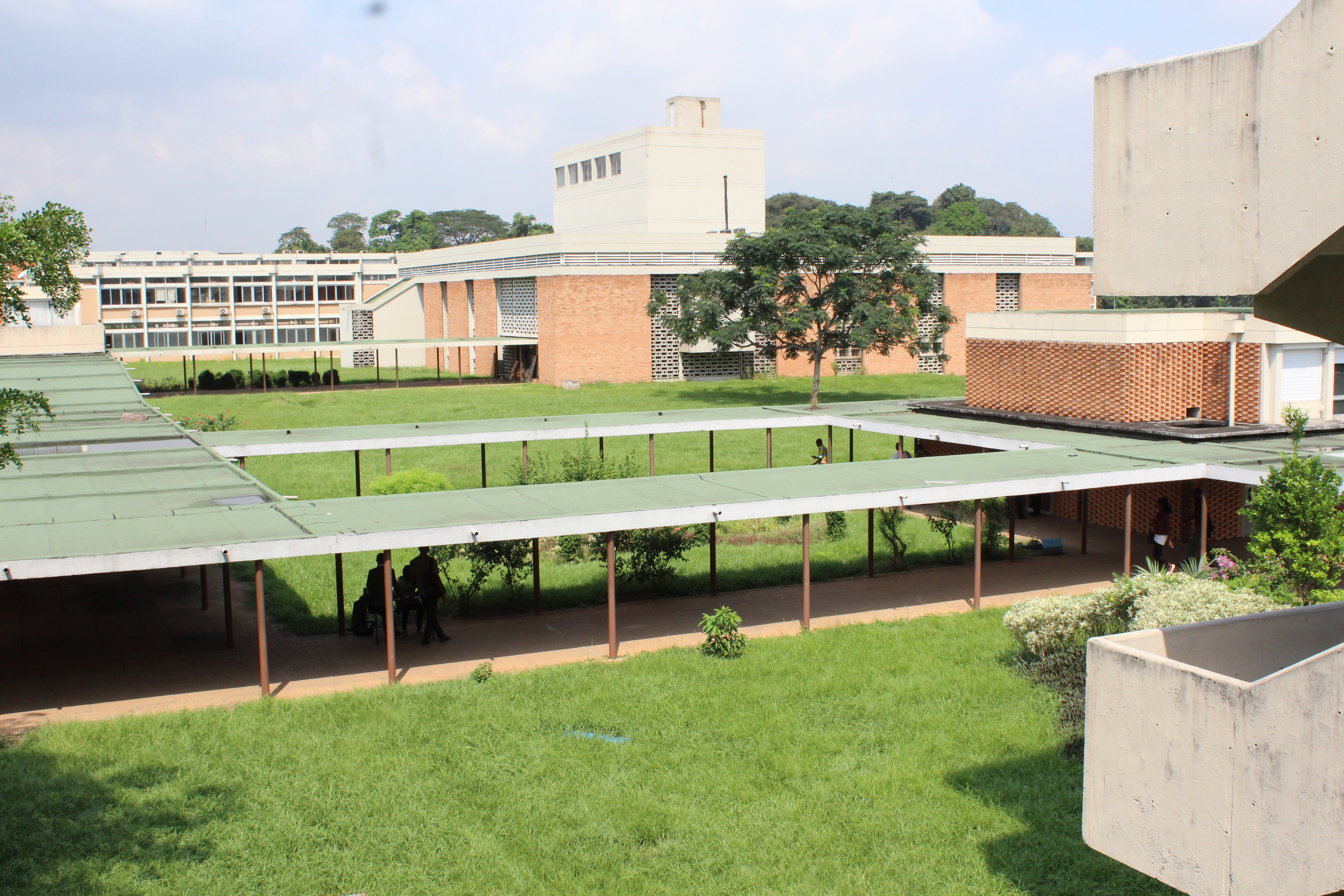
Voies piétonnes reliant des bâtiments.
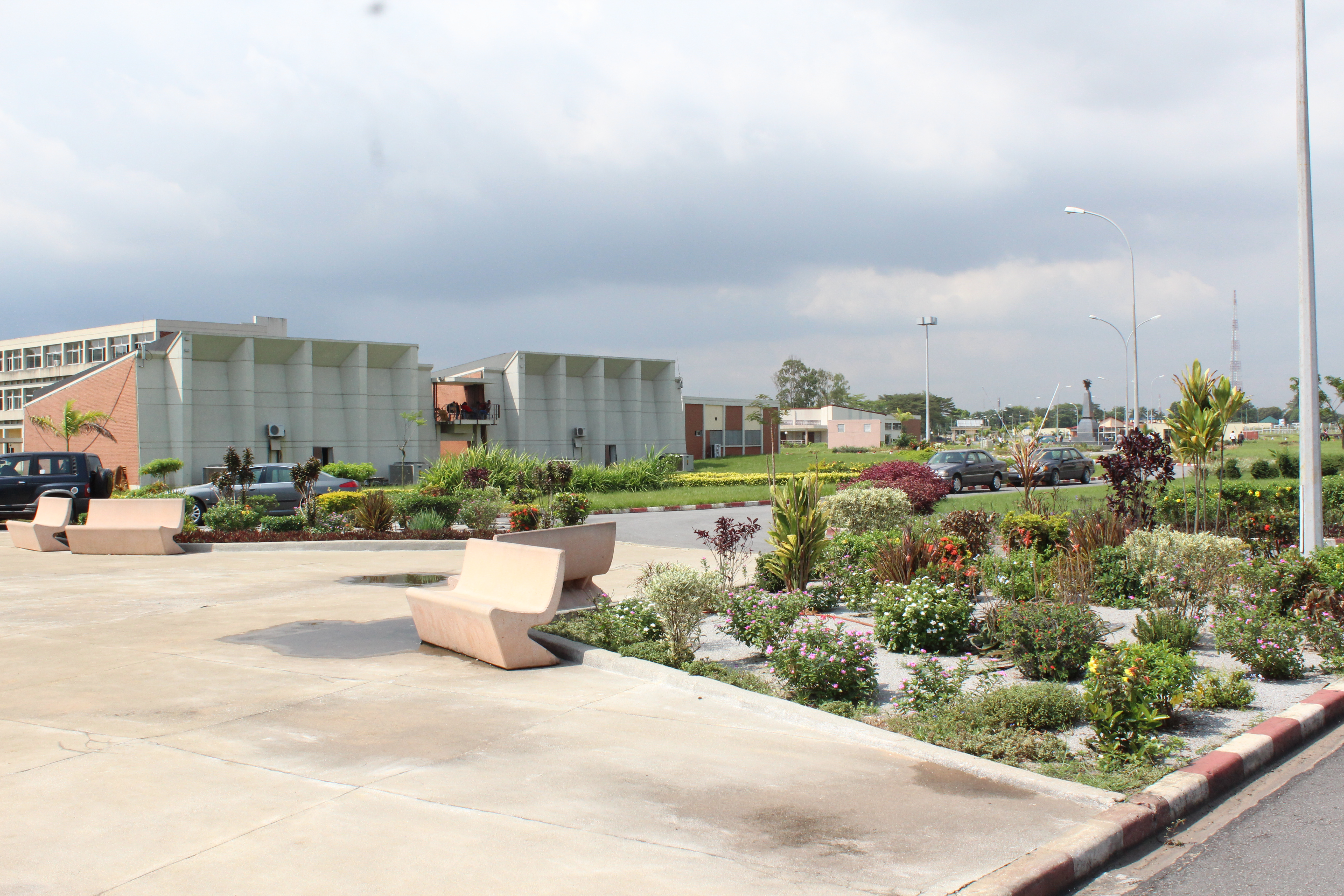
Jardins sur la grande place devant la présidence.
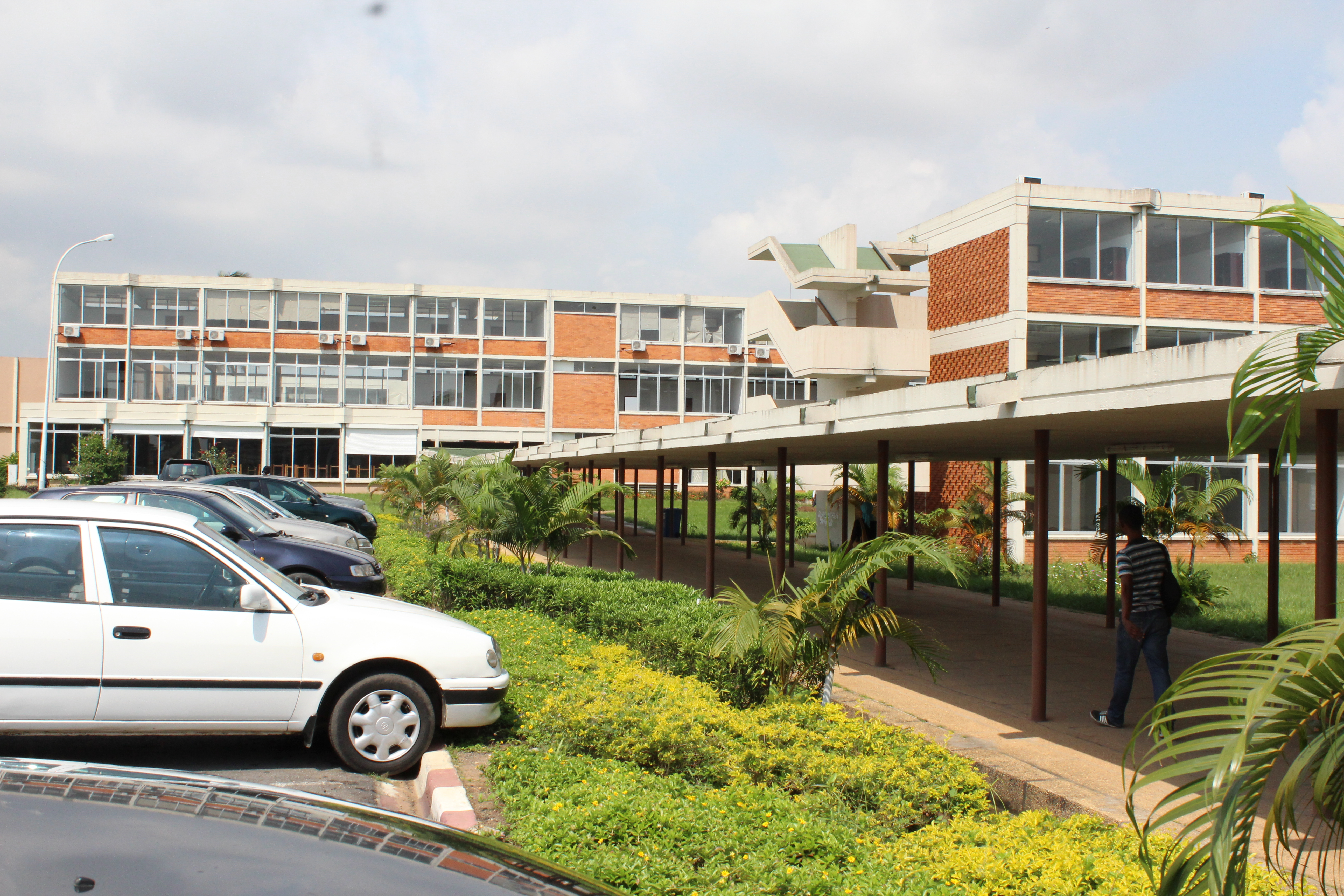
Voie piétonne et bâtiments de cours.

## Organisation
L'université est dirigée par un président, actuellement le professeur Ballo Zié (succédant à Abou Karamoko), assisté de deux vice-présidents et d'un secrétaire général. Acteur primordial du développement socio-économique et culturel en Côte d'Ivoire, l'université Félix-Houphouët-Boigny assure des missions d'enseignement et de recherche au sein de treize unités de formation et de recherche (UFR), deux centres de recherche autonomes, une école de formation continue et des instituts.

### Unités de formation et de recherche

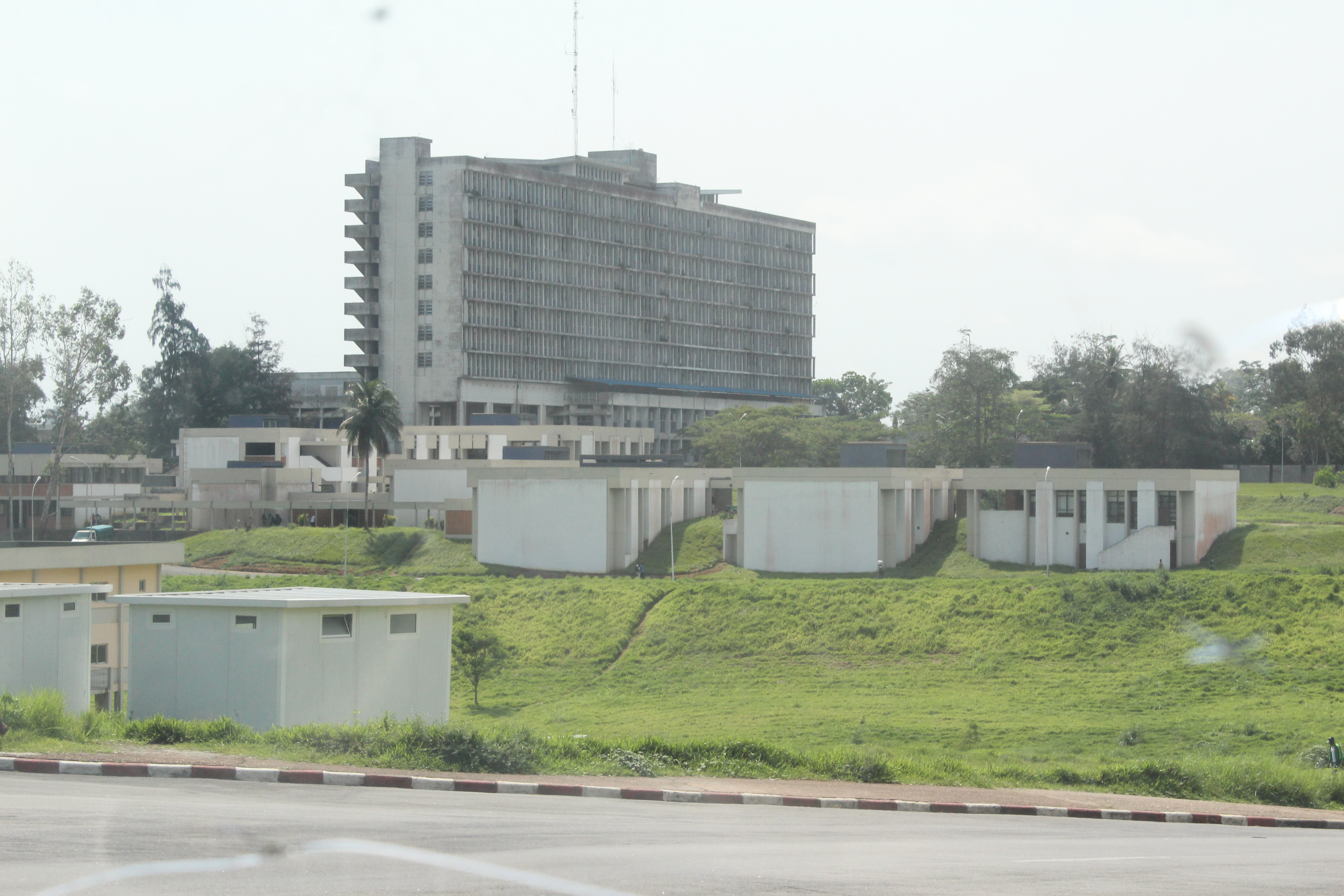
Vue du centre hospitalier universitaire de Cocody depuis le campus.

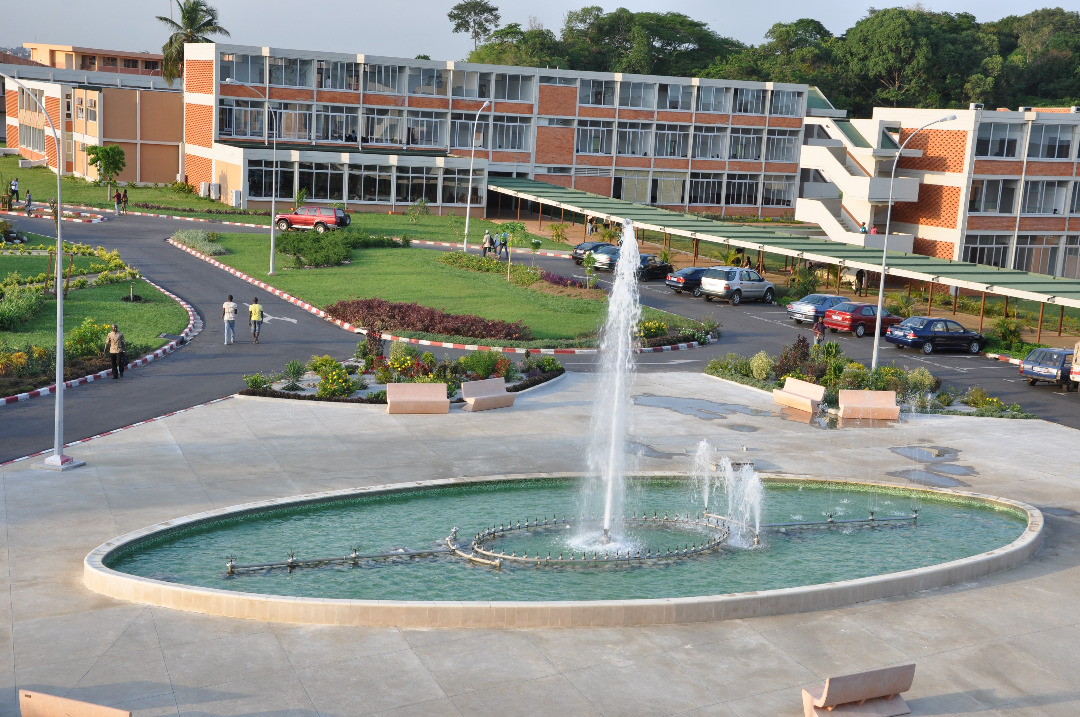
La Faculté des Sciences Économiques vue depuis la présidence de l'Université.

- Sciences juridiques, administratives et politiques ;
- Sciences économiques et de gestion ;
- Sciences des structures de la matière et de technologie ;
- Sciences de l'homme et de la société ;
- Biosciences ;
- Sciences médicales ;
- Sciences pharmaceutiques et biologiques ;
- Odontostomatologie ;
- Criminologie ;
- Information, communication et art ;
- Langues, littératures et civilisations ;
- Sciences de la Terre et des ressources minières ;
- Mathématiques et informatique (MI).

### École
- Centre universitaire de formation permanente.

### Centres de recherche
- Centre ivoirien de recherche économique et sociale (CIRES) ;
- Institut de recherches en mathématiques (IRMA).

### Instituts
- Centre national de floristique ;

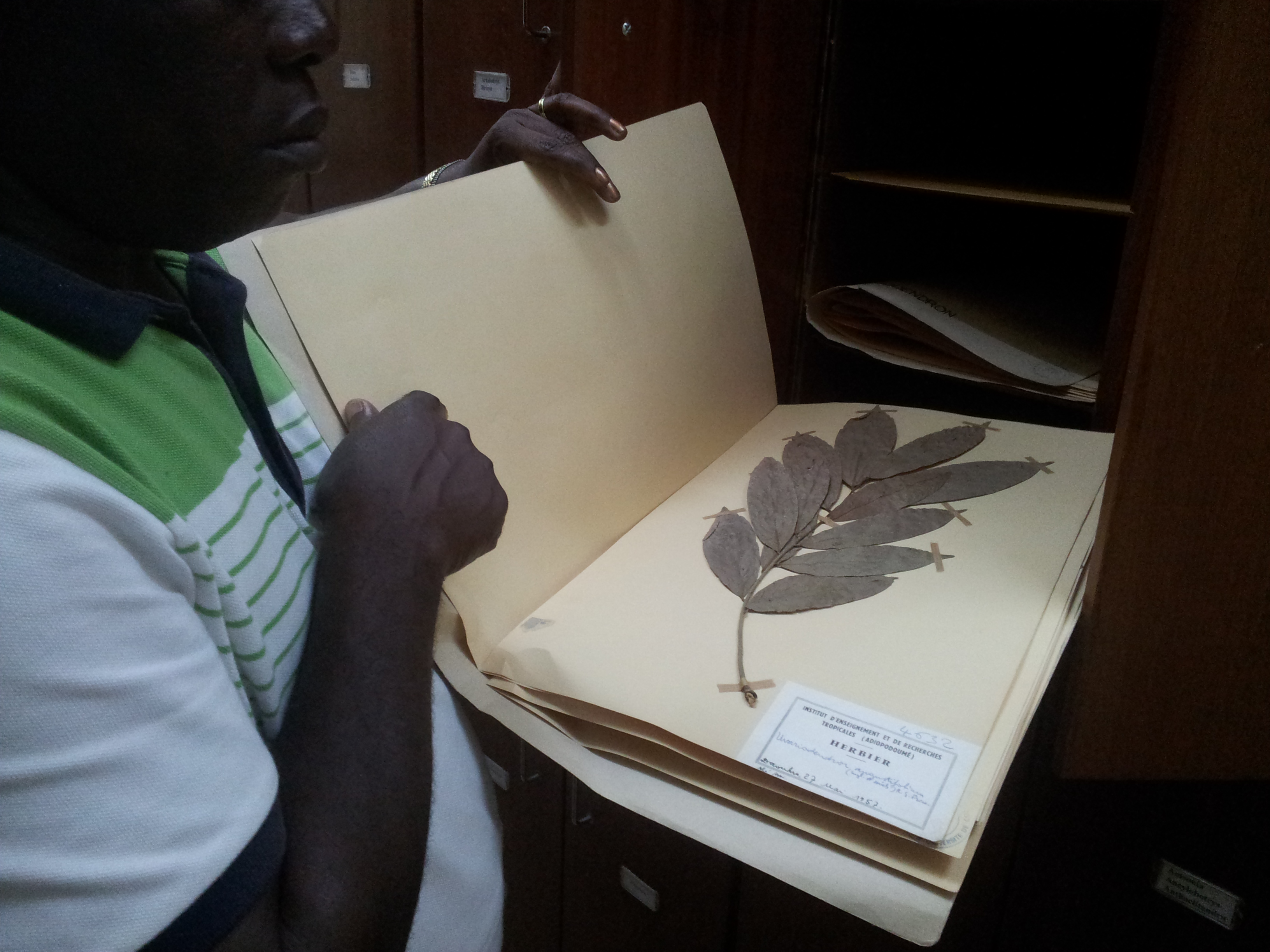
Chercheur montrant un spécimen de l'herbier, Uvariodendron angustifolium.

- Centre universitaire de recherche d’application en télédétection (CURAT) ;
- Institut de géographie tropicale ;
- Institut d’histoire, d’arts et d’archéologie-Africains ;
- Institut d’ethnosociologie ;
- Centre de recherche architectural et urbain ;
- Centre ivoirien d’enseignement et de recherche en psychologie appliquée ;
- Institut de recherche, d’expérimentation et d’enseignement en pédagogie ;
- Institut de linguistique appliquée ;
- Institut des sciences anthropologiques du développement.

## Personnalités liées à l'université

### Professeurs
- Hawa Dramé, fondatrice de la Fondation internationale Tierno et Mariam FITIMA ;
- Hubertine Rose Éholie (1934-), professeure de chimie ;
- Vanessa Koutouan (1988-), militante pour les droits des femmes ;
- Jeanne Zoundjihèkpon, professeure de génétique.

### Étudiants
- Yvonne Libona Bonzi Coulibaly ;
- Mamadou Dindé Diallo (1974-) ;
- Kouassi Kouamé Patrice (1962-) ;
- Thérèse Aya N'Dri Yoman (1954-) ;
- Lidi Bessi Kama (1979-).
- Yacine Idriss Diallo
- Aimée Zebeyoux

## Transports
La desserte en bus de l'établissement est effectuée par la SOTRA,.
Trois bus électriques, financés par le groupe Bolloré, des BlueBus de 22 places, sont exploités, depuis janvier 2014, sur le campus de l’université pour le transport des étudiants.